# Об'єкт 292
Об'єкт 292 — дослідний танк конструкторського бюро Кіровського заводу (ВАТ «Спецмаш») і вчених ВНДІ «Трансмаш». На базі шасі танка Т-80У була встановлена нова башта з 152-мм гарматою ЛП-83 і новим МЗ.

## Історія
Завершальний етап розробки об'єкта припав на період початку 90-х років, в цей період радикально скоротилося фінансування розробок «Спецмаш», ЦНДІ «Буревісник», яке займалося роботами над нарізним варіантом 152-мм гармати, розвалювалося.
У 1990 році дослідний зразок танка був готовий, за винятком МЗ. У 1991 р на Ржевському полігоні розпочалися стрільбові випробування. В результаті випробувань були отримані позитивні висновки.

## Опис конструкції

### Озброєння
Було встановлена, що гладкоствольна 152-мм гармата, по балістичним характеристикам значно перевершує колишню 125-мм гармату, причому нова гармата була виконана в габаритах, які трохи перевищують штатну.
Було створено нове бойове відділення танка, яке без змін в конструкцію шасі могло встановлюватися на шасі Т-80.